# Diogo Tomas
Diogo Tomas, né le 31 juillet 1997 à Oulu, est un footballeur international finlandais ayant également la nationalité portugaise. Il joue au poste de défenseur central pour Odds BK, en première division norvégienne.

## Biographie

### En club
Diogo Tomas signe en Norvège à Odds BK le 4 mars 2023, faisant ainsi sa première expérience à l'étranger. Il déclare être "excité" par cette nouvelle étape dans sa carrière.

### En sélection
Peu représenté parmi les équipes jeunes de la Finlande, outre deux sélections dans l'équipe U19, Diogo Tomas est néanmoins sélectionné en équipe A dès ses 25 ans, à l'occasion d'un match contre la Macédoine du Nord, en entrant en jeu à la 73e minute, à la place de Nikolai Alho le 17 novembre 2022.
Il signe sa première titularisation quelques semaines plus tard, le 12 janvier 2023, à l'occasion d'un match contre l'Estonie.

## Statistiques

### En club
| Saison                | Club                  | Championnat           | Championnat | Championnat | Championnat | Coupe(s) nationale(s) | Coupe(s) nationale(s) | Coupe(s) nationale(s) | Compétition(s) continentale(s) | Compétition(s) continentale(s) | Compétition(s) continentale(s) | Compétition(s) continentale(s) | Total | Total | Total |
| Saison                | Club                  | Division              | M.          | B.          | P.d.        | M.                    | B.                    | P.d.                  | Comp.                          | M.                             | B.                             | P.d.                           | M.    | B.    | P.d.  |
| 2015                  | Ilves Tampere         | Veikkausliiga         | 1           | 0           | 0           | -                     | -                     | -                     | -                              | -                              | -                              | -                              | 1     | 0     | 0     |
| 2016                  | Ilves Tampere         | Veikkausliiga         | 3           | 0           | 0           | 3                     | 0                     | 0                     | -                              | -                              | -                              | -                              | 6     | 0     | 0     |
| 2016                  | MP Mikkeli (en prêt)  | Kakkonen - Lohko A    | 5           | 0           | 0           | -                     | -                     | -                     | -                              | -                              | -                              | -                              | 5     | 0     | 0     |
| 2017                  | FC Haka               | Ykkönen               | 20          | 1           | 0           | -                     | -                     | -                     | -                              | -                              | -                              | -                              | 20    | 1     | 0     |
| Sous-total            | Sous-total            | Sous-total            | 29          | 1           | 0           | 3                     | 0                     | 0                     | -                              | -                              | -                              | -                              | 32    | 1     | 0     |
| 2018                  | Ilves Tampere         | Veikkausliiga         | 27          | 1           | 2           | 4                     | 0                     | 0                     | C3                             | 1                              | 0                              | 0                              | 32    | 1     | 2     |
| 2019                  | Ilves Tampere         | Veikkausliiga         | 17          | 1           | 2           | 5                     | 2                     | 0                     | -                              | -                              | -                              | -                              | 22    | 3     | 2     |
| 2020                  | Ilves Tampere         | Veikkausliiga         | 20          | 3           | 0           | 7                     | 0                     | 0                     | C3                             | 1                              | 0                              | 0                              | 28    | 3     | 0     |
| Sous-total            | Sous-total            | Sous-total            | 64          | 5           | 4           | 16                    | 2                     | 0                     | -                              | 2                              | 0                              | 0                              | 82    | 7     | 4     |
| 2021                  | KuPS Kuopio           | Veikkausliiga         | 23          | 5           | 1           | 4                     | 0                     | 0                     | C4                             | 5                              | 1                              | 0                              | 32    | 6     | 1     |
| 2022                  | KuPS Kuopio           | Veikkausliiga         | 26          | 1           | 3           | 6                     | 0                     | 0                     | C4                             | 5                              | 0                              | 0                              | 37    | 1     | 3     |
| Sous-total            | Sous-total            | Sous-total            | 49          | 6           | 4           | 10                    | 0                     | 0                     | -                              | 10                             | 1                              | 0                              | 69    | 7     | 4     |
| 2023                  | Odds BK               | Eliteserien           | 16          | 1           | 1           | 4                     | 1                     | 0                     | -                              | -                              | -                              | -                              | 20    | 2     | 1     |
| Total sur la carrière | Total sur la carrière | Total sur la carrière | 158         | 13          | 9           | 33                    | 3                     | 0                     | -                              | 12                             | 1                              | 0                              | 203   | 17    | 9     |

### En sélection
| Matchs internationaux de Diogo Tomas | Matchs internationaux de Diogo Tomas | Matchs internationaux de Diogo Tomas                   | Matchs internationaux de Diogo Tomas | Matchs internationaux de Diogo Tomas | Matchs internationaux de Diogo Tomas | Matchs internationaux de Diogo Tomas                      |
|                                      | Date                                 | Lieu                                                   | Adversaire                           | Résultat                             | Compétition                          | Notes                                                     |
| ------------------------------------ | ------------------------------------ | ------------------------------------------------------ | ------------------------------------ | ------------------------------------ | ------------------------------------ | --------------------------------------------------------- |
| 1.                                   | 17 novembre 2022                     | Stade national Toše-Proeski, Skopje, Macédoine du Nord | Macédoine du Nord                    | 1 - 1                                | Match amical                         | Entre en jeu à la 73e minute, en remplaçant Nikolai Alho. |
| 2.                                   | 20 novembre 2022                     | Ullevaal Stadion, Oslo, Norvège                        | Norvège                              | 1 - 1                                | Match amical                         | Entre en jeu à la 84e minute en remplaçant Leo Väisänen.  |
| 3.                                   | 12 janvier 2023                      | Estádio da Nora, Albufeira, Portugal                   | Estonie                              | 0 - 1                                | Match amical                         | Titulaire.                                                |